# Brunkindad näshornsfågel
Brunkindad näshornsfågel (Bycanistes cylindricus) är en hotad fågel i familjen näshornsfåglar inom ordningen härfåglar och näshornsfåglar. Den förekommer i Västafrika.

## Utseende och läten
Brunkindad näshornsfågel är en stor (60–70 cm) medlem av familjen. Hanen har ljusgul näbb och kask, svart huvud med rosttonade kinder, svart tofs och svart även på rygg och främre delen av undersidan, kontrasterande mot mestadels vita vingpennor och vit bakre del av undersidan. Stjärten är vit med svart band. Honan är mindre med svart näbb och kask.

## Utbredning och systematik
Fågeln återfinns i Afrika fuktiga skogar från Sierra Leone till Ghana. Den behandlas som monotypisk, det vill säga att den inte delas in i några underarter.

## Status och hot
Brunkindad näshornsfågel minskar relativt kraftigt i antal till följd av habitatförlust och jakt, så pass att den är upptagen på internationella naturvårdsunionen IUCN:s röda lista över hotade arter, kategoriserad som sårbar (VU).